# 真命天子 (漫画)
《真命天子》是台湾漫画家赖有贤的漫画作品，1992年出刊連載，用中國古典文學做背景，曾停筆20年，2016年底重新連載。曾連載10年、在東立出版社發行16集單行本。1997年2月華義國際推出Microsoft Windows版遊戲軟體，是華義國際首部自主開發遊戲軟體。